# Consuelo Ordóñez
Consuelo Ordóñez Fenollar (Caracas, 28 de desembre de 1959) és una activista i advocada espanyola que ha dedicat gran part de la seva vida a lluitar contra l'organització armada Euskadi Ta Askatasuna, que va matar al seu germà i la va amenaçar de mort durant anys, juntament amb part dels col·lectius relacionats. Actualment, presideix el Col·lectiu de Víctimes del Terrorisme (COVITE).

## Biografia
Va néixer a Caracas (Veneçuela) el 1959 i amb tot just sis anys es va mudar a Espanya, d'on és la seva família, per a viure a Sant Sebastià amb els seus pares i el seu germà Gregorio Ordóñez. Allí va cursar els seus primers estudis al Col·legi Mary Ward de la capital donostiarra. Posteriorment, es va llicenciar en Dret a la Universitat del País Basc (UPV) i va començar a treballar com a secretària judicial i oficial de l'administració de Justícia en enclavaments com Hernani, Lasarte-Oria o Éibar. Després d'uns anys, es va col·legir com a procuradora i va exercir aquesta labor primer a Vergara i posteriorment a Tolosa, on va estar fins a novembre de 2003, moment en què va haver d'exiliar-se del País Basc després d'una crida del ministre de l'Interior Ángel Acebes, qui la va alertar que la seva vida corria un greu perill per l'alt risc d'atemptat d'ETA contra ella.
La seva trajectòria vital ha estat marcada per l'atemptat que ETA va perpetrar contra el seu germà Gregorio a Sant Sebastià el 23 de gener de 1995, quan el van assassinar mentre menjava a un restaurant. Des d'aquest moment, s'inicia en el món de l'activisme contra ETA i el seu entorn, participant en concentracions silencioses contra assassinats i segrestos de la banda. Això li implicà una primera agressió l'any 1995, quan durant una d'aquestes concentracions alguns simpatitzants de la banda terrorista la van apedregar mentre es manifestava en silenci contra l'organització terrorista.
En 1999 va participar en la fundació de la plataforma ¡Basta Ya! juntament amb, entre d'altres, Joseba Pagazaurtundua (assassinat per ETA en el 2003), Maite Pagazaurtundua, Mikel Azurmendi, Agustín Ibarrola, María San Gil, Rosa Díez i Fernando Savater, que passen a ser objectius d'ETA. Actualment, és la presidenta del Col·lectiu de Víctimes del Terrorisme (COVITE), organització que va fundar l'any 1998 juntament amb altres damnificats pel terrorisme per a vehicular el suport a les famílies de les víctimes, inexistent en aquells dies al País Basc.
Sempre contrària al fet que els diferents Governs d'Espanya atorguin concessions a membres d'ETA amb condemnes penals, s'ha mostrat crítica amb la política antiterrorista empresa pel govern de José Luis Rodríguez Zapatero (PSOE) i pel Govern de Mariano Rajoy (PP) mostrant les seves reticències cap als contactes del PSOE amb Batasuna i cap a la tebiesa del PP amb el món de l'esquerra abertzale des que ETA va decretar el seu "alto el foc definitiu" l'octubre de 2010.
El juny de 2012 es va reunir a la presó d'Àlaba amb l'etarra Valentín Lasarte, un dels responsables de l'assassinat del seu germà, per a reclamar-li que col·laborés amb les autoritats en l'esclariment dels prop de 400 assassinats d'ETA no resolts, però aquest no es va mostrar disposat a delatar cap dels seus companys i tan sols volgué disculpar-se amb ella i obtenir-ne un suposat perdó, al que Consuelo s'hi negà, ja que Valentín no mostrà un penediment sincer dels crims si no col·laborava amb la investigació i l'esclariment dels casos.
El 15 de març de 2014, Consuelo es va traslladar, juntament amb altres dues membres de COVITE, Laura Martín, vídua de l'última víctima dels GAL, i Concepción Fernández, vídua del guàrdia civil Aurelio Prieto, assassinat per ETA el 21 de novembre de 1980, fins a la localitat navarresa de Alsasua. Allà 150 fugits d'ETA s'havien reunit en nom del Col·lectiu d'Exiliats Polítics Bascos (EIPK) per a escenificar el seu retorn al País Basc i demanar "protagonisme" en el "procés de pau". Consuelo i les seves companyes varen demanar als membres d'ETA que col·laboressin amb les autoritats en l'esclariment de 400 casos encara no resolts i que condemnessin el terrorisme d'ETA, però de nou no reberen cap resposta ni intenció de col·laborar amb nova informació sobre els casos que ajudés a resoldre'ls.